# IC 1613
IC 1613 (poznat i kao Caldwell 51) je nepravilna patuljasta galaksija u zviježđu Kita. Otkrio ga je 1906. Max Wolf, i približava se Zemlji brzinom od 234 km/s.
IC 1613 član je Mjesne skupine. On je odigrao važnu ulogu u kalibraciji Cefeidove varijable odnos razdoblja i svjetlosti za procjenu udaljenosti. Osim Magelanskih oblaka, to je jedina nepravilna galaksija Lokalne grupe koja je primijetila varijable tipa RR Lyrae ; ovaj faktor, zajedno s neuobičajeno malim obiljem međuzvjezdane prašine, kako unutar IC 1613, tako i duž vidne crte, omogućuju posebno precizne procjene udaljenosti. 
IC 1613 sadrži Wolf-Rayet zvijezdu poznatu kao DR1, jedinu do sada otkrivenu dalje od Magelanskih oblaka. Galaksija također sadrži kandidata Svjetlosne varijable plave varijable, i bogatu populaciju zvijezda i OB asocijacija OB-tipa. 